# Каменистая (приток Катлычи)
Каменистая — река (ручей) на полуострове Камчатка. Протекает по территории Усть-Камчатского района Камчатского края России. Длина реки — 29 км.
Начинается чуть севернее кратера Белюкай на восточном склоне Ключевской Сопки. Течёт в восточном направлении. В низовье постоянного русла не имеет. Впадает в протоку Катлычь Большой Хапицы слева на расстоянии 13 км от её устья.
По данным государственного водного реестра России относится к Анадыро-Колымскому бассейновому округу.
- Код водного объекта — 19070000112120000017299[2]

Притоки:
- правые: Глубокая